# S.O.S. Sex Shop
S.O.S. Sex Shop é um filme brasileiro de 1984, dirigido por Alberto Salvá e produzido por Pedro Carlos Rovai. No elenco, Matilde Mastrangi, Carlos Capeletti, Serafim Gonzalez, Mário Benvenutti, Walter Breda, Malu Rocha, Sandra Graffi, Wilma Aguiar.
O título original do filme, defendido pelo diretor, era Como Salvar Meu Casamento, homônimo de uma novela exibida pela TV Tupi em 1979-1980